# Jeu vidéo de simulation économique

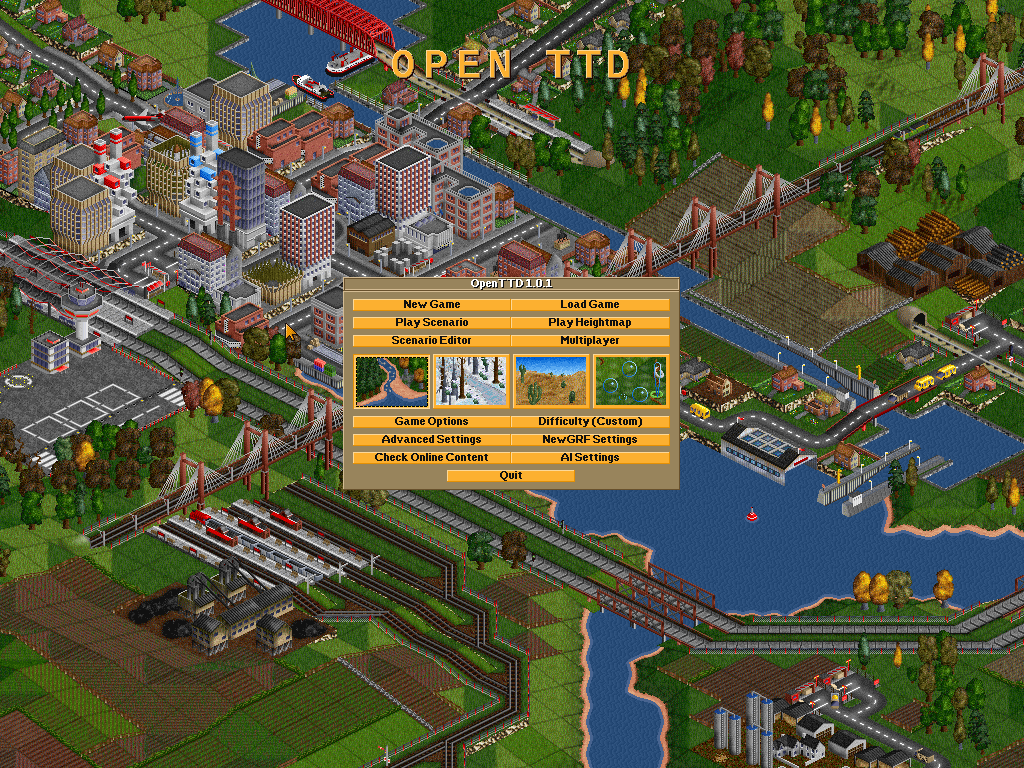
Écran d'OpenTTD, un jeu de simulation économique.

Le jeu vidéo de simulation économique est un type particulier de jeu vidéo de gestion. Il simule généralement une entreprise et plus précisément les processus économiques qui entrent en jeu dans son fonctionnement. On parle également de tycoon, terme utilisé depuis la sortie de Sid Meier's Railroad Tycoon en 1990.

## Liste de jeux
- Cartels and Cutthroats (1981)
- MULE (1983)
- Rails West!, chemin de fer (1984)
- SimCity, ville et urbanisme (1989)
- Sid Meier's Railroad Tycoon, chemin de fer (1990)
- Mad TV, chaîne de télévision (1991)
- Aerobiz, compagnie aérienne (1992)
- Detroit, automobile (1993)
- SimFarm, ferme (1993)
- Pizza Tycoon, pizzeria (1994)
- SimTower, gratte-ciel (1994)
- Theme Park, parc d'attractions (1994)
- Transport Tycoon, société de transport (1994)
- Capitalism, divers (1995)
- Transport Tycoon deluxe, société de transport (1995)
- Theme Hospital, hôpital (1997)
- Startopia, station spatiale (2001)
- Zoo Tycoon, zoo (2001)
- Capitalism II, divers (2001)
- Beach Life, hôtel sur une île (2002)
- Jurassic Park: Operation Genesis, parc jurassique (2003)
- Demolition Company, entreprise de démolition (2011)
- Prison Architect, prison (2012)
- Game Dev Tycoon, studio de développement de jeux vidéo (2013)
- Post Master, distribution postale (2014)
- Drill Deal - Oil Tycoon[2], industrie pétrolière (2023)
- Moneiz, divers (2023)[3]